# Муровицы
Муровицы — деревня в Псковском районе Псковской области России. Входит в состав Писковичской волости.
Деревня расположена на месте древнего святилища  при устье реки Великой, северо-западнее города Пскова, в 3 км западнее волостного центра, деревни Писковичи.
До Муровиц осуществляется сообщение частью рейсов внутригородского автобусного маршрута № 118 ул. Рокоссовского (Псков) — Писковичи.
| 2001 | 2002 | 2010 | 2012 |
| ---- | ---- | ---- | ---- |
| 80   | ↗92  | ↘73  | ↗87  |